# Меренберг, София Николаевна
София Николаевна Меренберг, в замужестве графиня де Торби (20 мая (1 июня) 1868, Женева — 14 сентября 1927, Лондон) — старший ребёнок в семье принца Николая Вильгельма Нассауского и его морганатической супруги Натальи Александровны Пушкиной, графини Меренберг. 
По матери — внучка А. С. Пушкина. Морганатическая супруга великого князя Михаила Михайловича.

## Биография

### Свадьба
Софья, унаследовавшая красоту своей бабушки Натальи Гончаровой-Пушкиной, в 1891 году вышла замуж за великого князя Михаила Михайловича, внука императора Николая I. Его мать, великая княгиня Ольга Фёдоровна, случайно узнала о произошедшем, находясь на железнодорожной станции в Харькове. С ней случился удар, и вскоре она скончалась. Брат Михаила Михайловича, великий князь Александр Михайлович, писал в своих воспоминаниях:
Михайловский дворец был полон скорбью. Отец бесцельно бродил из одной комнаты в другую… … Он упрекал Михаила за его женитьбу, так как видел в ней причину обострения болезни матери, и не мог себе простить, что отпустил её одну в Крым.
Император Александр III был так возмущён своеволием кузена, что запретил великому князю пребывание в России, практически вычеркнул его из списков семьи, лишил содержания и уволил со службы. Он телеграфировал  дяде невесты, герцогу Адольфу Нассаускому: «Этот брак, заключённый наперекор законам нашей страны, требующим моего предварительного согласия, будет рассматриваться в России как недействительный и не имеющий места». Герцог не замедлил ответить:«Я осуждаю в высшей степени поведение моего брата (принц дал согласие на брак дочери) и полностью разделяю мнение вашего величества». 

### Брак

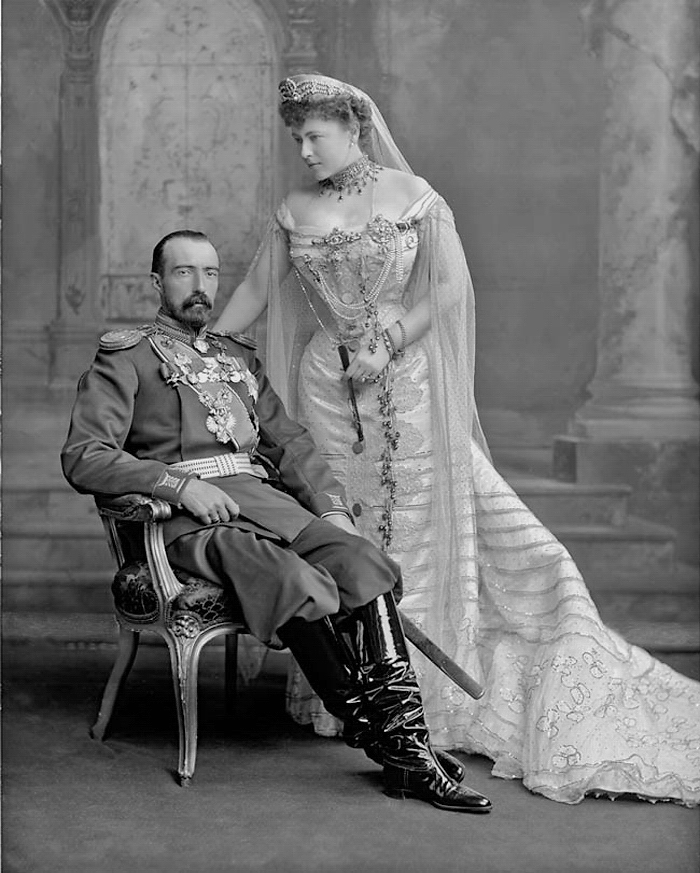
Графиня София де Торби и вел.кн. Михаил Михайлович

Непризнание императором брака великого князя Михаила Михайловича и графини Софии Меренберг вынудило супругов остаться за границей. Молодые поселились на юге Франции и многие годы проживали в Каннах на вилле с кавказским названием «Казбек». Михаил Михайлович являлся старостой русской церкви.
В 1901 году последовало признание брака Николаем II:

МИНИСТРУ ИМПЕРАТОРСКОГО ДВОРА
Изъявив соизволение НАШЕ на брак ЕГО ИМПЕРАТОРСКОГО ВЫСОЧЕСТВА Великого Князя МИХАИЛА МИХАИЛОВИЧА с Графинею Софиею Меренберг МЫ Указом сего числа Правительствующему Сенату данным, ПОВЕЛЕЛИ: предоставить супруге Великого Князя МИХАИЛА МИХАИЛОВИЧА именоваться носимым ею ныне титулом Графини Торби, распространив тот же титул и фамилию на нисходящее от сего брака потомство. Вместе с тем, приемля во внимание, что супруга Великого Князя МИХАИЛА МИХАИЛОВИЧА и нисходящее от настоящего брака потомство не имеют никакого права на принадлежность к АВГУСТЕЙШЕМУ Дому НАШЕМУ и на какое либо исключительное при Дворе НАШЕМ положение, МЫ признали за благо подчинить их всем условиям положения частных лиц и действию общих правил для сих последних, по их служебному положению, постановленных.
Таковую волю НАШУ ПОВЕЛЕВАЕМ вам принимать в потребных случаях к руководству, возлагая на вас наблюдение за исполнением указанных НАМИ правил. Самый же Указ сей хранить в Кабинете НАШЕМ вместе с прочими находящимися там актами, до ИМПЕРАТОРСКОЙ Фамилии относящимися, сообщив копию с оного Государственному Секретарю для внесения сего Указа, в свое время, в полное собрание законов.
НИКОЛАЙ
Петергоф
17 Августа 1901 года.
Оригинальный текст (рус.)МИНИСТРУ ИМПЕРАТОРСКАГО ДВОРА

Изъявивъ соизволеніе НАШЕ на бракъ ЕГО ИМПЕРАТОРСКАГО ВЫСОЧЕСТВА Великаго Князя МИХАИЛА МИХАИЛОВИЧА съ Графинею Софіею Меренбергъ МЫ Указомъ сего числа Правительствующему Сенату даннымъ, ПОВЕЛѢЛИ: предоставить супругѣ Великаго Князя МИХАИЛА МИХАИЛОВИЧА именоваться носимымъ ею нынѣ титуломъ Графини Торби, распространивъ тотъ же титулъ и фамилію на нисходящее отъ сего брака потомство. Вмѣстѣ съ тѣмъ, пріемля во вниманіе, что супруга Великаго Князя МИХАИЛА МИХАИЛОВИЧА и нисходящее отъ настоящаго брака потомство не имѣютъ никакого права на принадлежность къ АВГУСТѢЙШЕМУ Дому НАШЕМУ и на какое либо исключительное при Дворѣ НАШЕМЪ положеніе, МЫ признали за благо подчинить ихъ всѣмъ условіямъ положенія частныхъ лицъ и дѣйствію общихъ правилъ для сихъ послѣднихъ, по ихъ служебному положенію, постановленныхъ.

Таковую волю НАШУ ПОВЕЛѢВАЕМЪ вамъ принимать въ потребныхъ случаяхъ къ руководству, возлагая на васъ наблюденіе за исполненіемъ указанныхъ НАМИ правилъ. Самый же Указъ сей хранить въ Кабинетѣ НАШЕМЪ вмѣстѣ съ прочими находящимися тамъ актами, до ИМПЕРАТОРСКОЙ Фамиліи относящимися, сообщивъ копію съ онаго Государственному Секретарю для внесенія сего Указа, въ свое время, въ полное собраніе законовъ.

НИКОЛАЙ

Петергофъ
17 Августа 1901 года.
— РГИА, Фонд 468, опись 46, дело 41, лист 2
В 1908 году Михаил Михайлович опубликовал в Лондоне автобиографический роман, посвященный жене, — «Never say Die» (англ. пословица «Не унывай»). В нём он резко осуждал узаконенные правила бракосочетания высокопоставленных лиц, фактически исключающие брак по любви. Роман был запрещён в России.
В 1910 году супруги переехали в Англию и поселились в Кенвуде — усадьбе, окружённой великолепным парком. В их доме стали часто бывать представители английской аристократии. Они прожили в Кенвуде до 1917 года.
В России графиня де Торби и её дети так и не побывали. Скончалась София Николаевна 14 сентября 1927 года в возрасте шестидесяти лет и была похоронена в Лондоне на Хамстедском кладбище (вместе с мужем). 17 сентября 1927 года в газете «Berliner Zeitung am Mittag» , был опубликован некролог «Смерть графини Торби» (№ 244). Его автор, доктор А. фон Вилке, характеризуя внучку Пушкина, назвал её «одной из самых красивых женщин своего времени».

## Дети
4 (16) августа 1892 года Софья Николаевна получила от герцога Нассауского для себя и потомства титул графов Торби. Его придумал сам Михаил Михайлович в память о деревне Тори в боржомском имении отца, великого князя Михаила Николаевича.
В браке с великим князем Михаилом Михайловичем родилось трое детей:
- Анастасия (1892—1977) — с 1917 года супруга сэра Гарольда Уэрнера, 3-го баронета (1893—1973).
- Надежда (1896—1963) — с 1916 года супруга Джорджа Маунтбеттена, 2-го маркиза Милфорд-Хейвен.
- Михаил (1898—1959). Не женат, потомства не оставил.

Род графов де Торби пресёкся со смертью графа Михаила Михайловича.

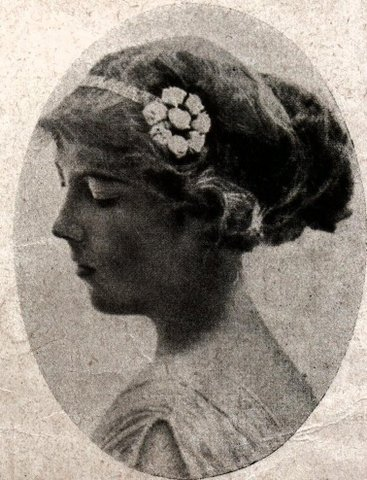
Анастасия
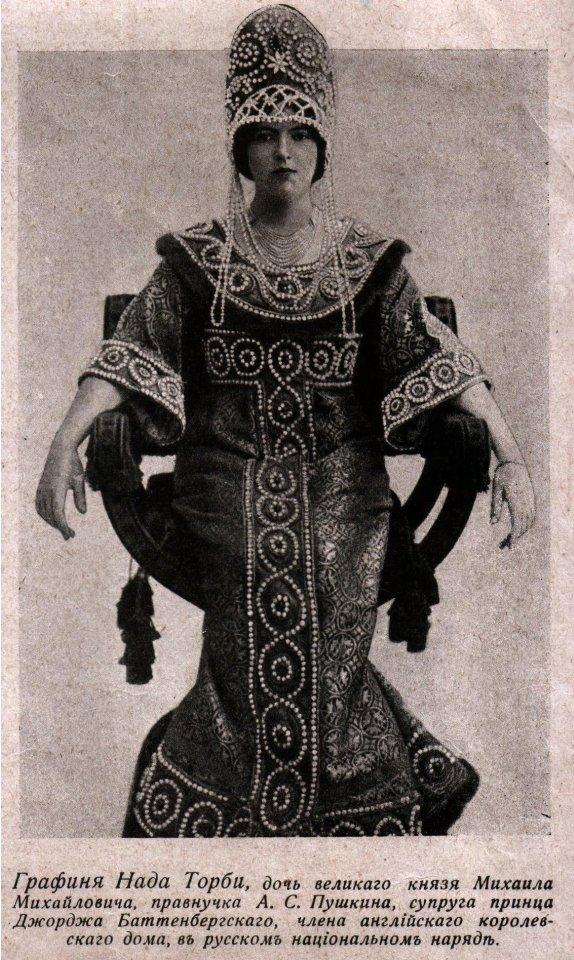
Надежда